# وسط بين كوكبي

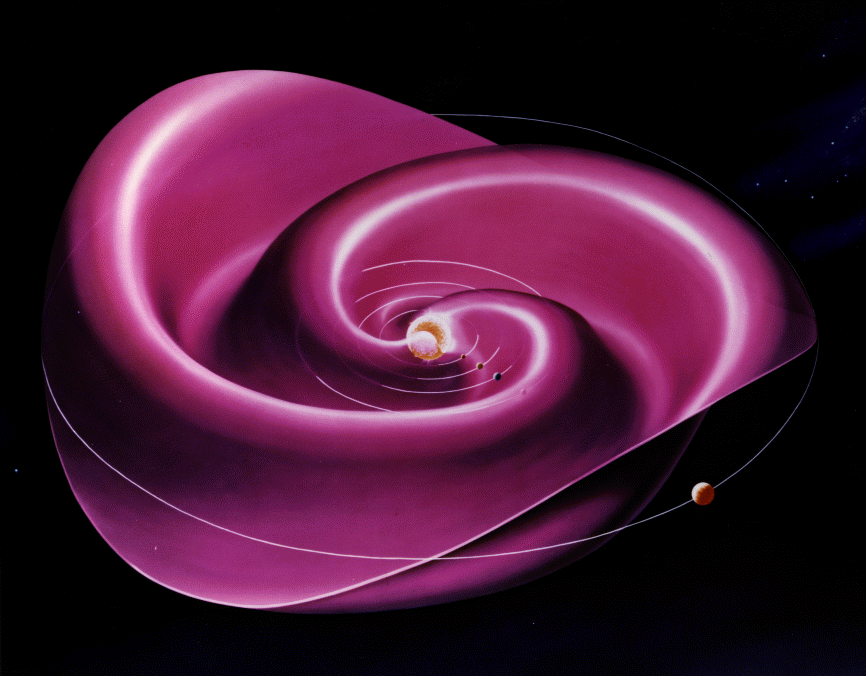
تيار الغلاف الشمسي الدوري نتيجة تأثير تناوب الحقل المغناطيسي على البلازما في الوسط بين كوكبي.[http://quake.stanford.edu/~wso/gifs/HCS.html

الوسط بين الكوكبى هو المادة التي تملأ النظام الشمسي، والتي من خلالها تتحرك جميع أجسام النظام الشمسي الأكبر، مثل الكواكب، والكواكب القزمة والكويكبات، والمذنبات.

## التكوين والخصائص الفيزيائية
يتضمن وسط ما بين الكواكب، الغبار بين الكواكب، والأشعة الكونية والبلازما الساخنة من الرياح الشمسية. تتفاوت درجة حرارة وسط ما بين الكواكب.في داخل حزام الكويكبات تتراوح درجات الحرارة النموذجية من 200 كلفن (-73 درجة مئوية) عند 2.2 وحدة فلكية وصولا إلى (-108 درجة مئوية (165 كلفن) عند 3.2 وحدة فلكية. كثافة وسط ما بين الكواكب منخفضة جدا، حوالي 5 جسيمات لكل سنتيمتر مكعب على مقربة من الأرض. وينخفض مع زيادة المسافة من الشمس، في تناسب عكسي مع مربع المسافة. ويتغير متأثرا بالمجالات المغناطيسية والأحداث الأخرى مثل الانبعاث الكتلي الإكليلي. قد ترتفع كثافة الوسط بين كوكبي لتصل إلى 100 جسيم / سم مكعب.
وبما أن الوسط بين كوكبي عبارة عن بلازما، فأن لة خصائص البلازما، بدلا من غاز بسيط. على سبيل المثال، فإنه يحمل مع الحقل المغناطيسي للشمس، يكون موصل كهربائيا (مما ينشئ الحقل المغناطيسي الشمسي)، تشكل البلازما طبقات مزدوجة حيث تحتك مع الغلاف المغناطيسي للكواكب أو على حافة الغلاف الشمسي، ومشكلا خيوط (كما هو الحال في الشفق قطبي).
البلازما في الوسط بين الكواكب مسؤولة أيضا عن قوة الحقل المغناطيسي للشمس في مدار الأرض أكثر بحوالي 100 مرة مما كان متوقعا في الأصل. إذا كان الفضاء فارع، في هذه الحالة فأن الحقل الثنائي القطبي المغناطيسي للشمس سوف يقلل مع مكعب المسافة إلى حوالي 10-11 تسلا.لكن ملاحظات الأقمار الصناعية تبين انة أكبر بحوالي 100 ضعف حوالي 10-9 تسلا. وتتوقع نظرية المغنطيسية الهيدروديناميكية أن حركة سائل جراؤ (على سبيل المثال، الوسيط بين الكواكب) في مجال مغناطيسي، تحفز التيارات الكهربائية التي بدورها تولد المجالات المغناطيسية، وفي هذا الحالة تتصرف مثل مولد ماغنيتوهيدروديناميك

## مدى الوسط بين الكواكب
الحافة الخارجية للنظام الشمسي هي الحد الفاصل بين تدفق الرياح الشمسية ووسط ما بين النجوم. وتعرف هذه الحدود باسم حافة الغلاف الشمسي، ويعتقد أنه تحول حاد إلى حد ما من 110إلى160 وحدة فلكية من الشمس. وهكذا يملأ الوسط ما بين الكواكب حجم كروي تقريبا الذي يكون ضمن الغلاف الشمسي.

## التفاعل مع الكواكب
تتوقف الطريقة التي يتفاعل بها الوسيط بين كوكبي مع الكواكب على ما إذا كانت تمتلك مجالات مغناطيسية أم لا. أجرام مثل القمر ليس لها مجال مغناطيسي ويمكن أن تؤثر الرياح الشمسية مباشرة على سطحه على مدى مليارات السنين، عمل الحطام الصخري القمر كجامع لجزيئات الرياح الشمسية، ولذلك دراسة صخور سطح القمر يمكن أن تكون ذات قيمة في دراسات الرياح الشمسية.
الجسيمات عالية الطاقة من الرياح الشمسية التي تؤثر على سطح القمر أيضا تؤدي إلى انبعاث ضعيفة في الأطوال الموجية للأشعة السينية.
الكواكب مثل الأرض وكوكب المشتري التي لها مجال مغناطيسي خاصة بها، يهيمن على المجال المغناطيسي للشمس. هذا يعطل تدفق الرياح الشمسية التي يتم توجيهها حول المجال المغناطيسي. ويمكن أن تتسرب المواد من الرياح الشمسية في الغلاف المغناطيسي، مسببة هالات وأيضا تملأ أحزمة (فان ألن) بالمواد المتأينة.

## الظواهر الملحوظة في الوسط ما بين كوكبي

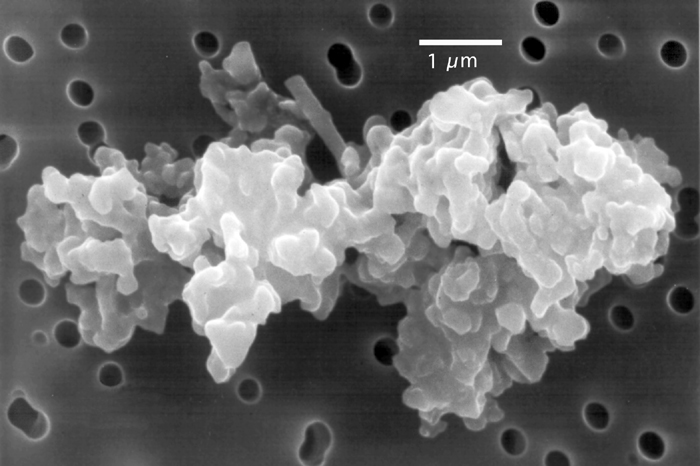
كوندريت مسامية لجسيمات الغبار بين الكواكب.

الوسط بين الكواكب هو المسئول عن العديد من الآثار التي يمكن رؤيتها من الأرض. ضوء بروجي واسع النطاق النابع من ضوء خافت يُرى أحيانا بعد غروب الشمس وقبل شروق الشمس، ويمتد على طول مسير الشمس ويكون أكثر لمعانا في الأفق القريب. سببه تشتت أشعة الشمس من جزيئات الغبار في الوسط بين الكواكب بين الأرض والشمس.
«البريق المعاكس» له تأثير مماثل، والذي يشاهد مباشرة مقابل لموقع الشمس في السماء. وهو أكثر خوفتا بكثير من ضوء بروجي، وتسببه أشعة الشمس المنعكسة من جزيئات الغبار خارج مدار الأرض أو ناتج عن قطرات صغيرة من الماء في الغلاف الجوي تعمل على تشتيت الضوء الراجع نحو الشمس.

## التاريخ
يبدو أن مصطلح "بين كوكبي" قد استخدم لأول مرة في عام 1691 في كتاب للعالم روبرت بويل " الهواء يختلف عن الأثير (أو الفراغ) في... الوسط بين كوكبي (Boyle Hist. Air.).
فكرة أن الفضاء يعتبر فراغ ممتلئ بالأثير، أو مجرد فراغ بارد مظلم استمرت حتى الخمسينات من القرن العشرين.
في عام 1898، كتب عالم الفلك الأمريكي (تشارلز أوغسطس يونج): "الفضاء بين الكواكب هو فراغ، أكثر مثالية من أي شيء يمكن أن ننتجه عن طريق وسائل اصطناعية...". "(عناصر علم الفلك، تشارلز أوغستس يونغ، 1898)..
وروى (أكاسوفو) ما يلي: «إن الرأي القائل بأن الفضاء بين الكواكب هو فراغ تبعث فية الشمس تيارات جسيمات في فترات متقطعة تغير جذريا... من قبل (لودفيغ بيرمان) (1951، 1953) الذي بُني على أساس من ذيول المذنب، أن الشمس تسرب باستمرار غلافها الجوي للخارج في كل الاتجاهات بسرعة تفوق سرعة الصوت....... روى بواسطة»(سيون إشى أكاسوفو استكشاف أسرار الشفق القطبى، 2002).
أستاذ علم الفلك، (كينيث ر. لانج) بجامعة تافتس....كتب في عام 2000 "من الملاحظ أنه قبل نصف قرن، تصور معظم الناس كوكبنا كجسم كروي معزول يسافر في فراغ بار ومظلم من الفضاء حول الشمس.